# West Odessa
West Odessa è un centro abitato degli Stati Uniti d'America, situato nella contea di Ector dello Stato del Texas.
Fa parte dell'area metropolitana di Odessa. La popolazione era di 22.707 persone al censimento del 2010.

## Geografia fisica
West Odessa è situata a 31°50′31″N 102°28′58″W (31.841978, -102.482744).
Secondo lo United States Census Bureau, ha un'area totale di 62,5 miglia quadrate (162 km²).

## Società

### Evoluzione demografica
Secondo il censimento del 2010 c'erano 22.707 persone, 5.742 nuclei familiari e 4.656 famiglie residenti nella città. La densità di popolazione era di 285,0 persone per miglio quadrato (110,0/km²). C'erano 6.393 unità abitative a una densità media di 102,4 per miglio quadrato (39,5/km²). La composizione etnica della città era formata dal 71,64% di bianchi, lo 0,74% di afroamericani, l'1,08% di nativi americani, lo 0,09% di asiatici, lo 0,06% di isolani del Pacifico, il 23,88% di altre razze, e il 2,51% di due o più etnie. Ispanici o latinos di qualunque razza erano il 48,05% della popolazione.
C'erano 5.742 nuclei familiari di cui il 45,0% aveva figli di età inferiore ai 18 anni, il 65,7% erano coppie sposate conviventi, il 10,4% aveva un capofamiglia femmina senza marito, e il 18,9% erano non-famiglie. Il 16,0% di tutti i nuclei familiari erano individuali e il 5,5% aveva componenti con un'età di 65 anni o più che vivevano da soli. Il numero di componenti medio di un nucleo familiare era di 3,09 e quello di una famiglia era di 3,46.
La popolazione era composta dal 33,1% di persone sotto i 18 anni, il 10,0% di persone dai 18 ai 24 anni, il 28,7% di persone dai 25 ai 44 anni, il 20,5% di persone dai 45 ai 64 anni, e il 7,7% di persone di 65 anni o più. L'età media era di 30 anni. Per ogni 100 femmine c'erano 99,6 maschi. Per ogni 100 femmine dai 18 anni in giù, c'erano 97,8 maschi.
Il reddito medio di un nucleo familiare era di 31.277 dollari, e quello di una famiglia era di 33.817 dollari. I maschi avevano un reddito medio di 29.443 dollari contro i 19.450 dollari delle femmine. Il reddito pro capite era di 11.907 dollari. Circa il 17,5% delle famiglie e il 19,9% della popolazione erano sotto la soglia di povertà, incluso il 24,6% di persone sotto i 18 anni e il 16,7% di persone di 65 anni o più.